# Stork II
Stork II je projekt plynovodu propojující polskou a českou plynárenskou soustavu. Navazuje na projekt Stork I zprovozněný v roce 2011, který však nemá dostatečnou kapacitu. Nový projekt Stork II by měl zajistit plnohodnotné propojení s polskou plynovou soustavou a diverzifikaci dodávek plynu do České republiky.

## Historie
Po roce 2000 upozorňovali odborníci na nutnost diverzifikace dodávek plynu a tím narušení energetické závislosti Česka na zemním plynu dodávaného z Ruska, což potvrdil šéf poradenské firmy ENAS Vladimír Štěpán.
V roce 2013, ještě před zahájením války mezi Ruskem a Ukrajinou (2014) a následnou anexí Krymu Ruskem, byly do projektu společného zájmu EU zařazeny dvě nová plynová propojení Česka s okolními státy: do Polska s názvem Stork II a do Rakouska s názvem BACI, které měly být realizovány v letech 2017–2020. Sobotkova vláda následně vyjednala spolupráci s Polskem podpisem memoranda v roce 2016 s tehdejší polskou premiérkou Beatou Szydłovou. Polsko v té době začalo stavět LNG terminál ve Svinoústí a cílem společného projektu bylo umožnit dodávky plynu do Česka i z jiných nalezišť, než jen z Ruska.
V roce 2019 projekt nečinností Babišovy vlády ztratil šanci na zisk evropské dotace 75 % z ceny. Tehdejší vlastník a provozovatel české distribuční sítě Net4Gas následně upustil od plánů na stavbu tohoto plynovodu. Bohuslav Sobotka následně poukazoval na to, že premiér Babiš se tak zřejmě snažil vyhovět orientaci zahraniční politiky prezidenta Miloše Zemana na Rusko. Jaroslav Míl jako vládní zmocněnec pro jádro na energetickou bezpečnost při jednáních s premiérem Babišem a ministrem Havlíčkem neúspěšně upozorňoval s tím, že stavba plynovodu z Polska a dále přes Česko do Rakouska je v zájmu České republiky. Energetický expert Vladimír Štěpán poukazoval na to, že projekt není komerční, ale má na něm mít bezpečnostní zájem Česko. Exministr Havlíček naopak z ukončení projektu obvinil Polsko.
V únoru 2022 začalo Rusko válku na Ukrajině, což znovu oživilo zájem Česka o plynovod do Polska. Česko a Polsko znovu požádaly EU o spolufinacování tohoto projektu.
Ještě před parlamentními volbami v Polsku 2023 vyzvalo Polsko českou vládu k vyjádření se k tomuto projektu a stanovilo si mnoho podmínek (plynovod je podmíněn rezervací kapacity LNG terminálu i skutečným využíváním jak terminálu, tak plynovodu). Ministr průmyslu a obchodu Jozef Síkela (STAN) po volbách, kde dojde ke změně polské vlády, podpořil záložní kapacity energetického propojení.